# Bellwald
Bellwald (toponimo tedesco) è un comune svizzero di 395 abitanti del Canton Vallese, nel distretto di Goms.

## Storia
Il nome Bellwald sembra indicasse inizialmente la montagna vicina Bellwalt (1273) e Belwalt (1293). Il nome assunse poi il significato di villaggio sotto la montagna. Bellwald fu per la prima volta citato nel 1374 come Zblattun.

## Monumenti e luoghi d'interesse

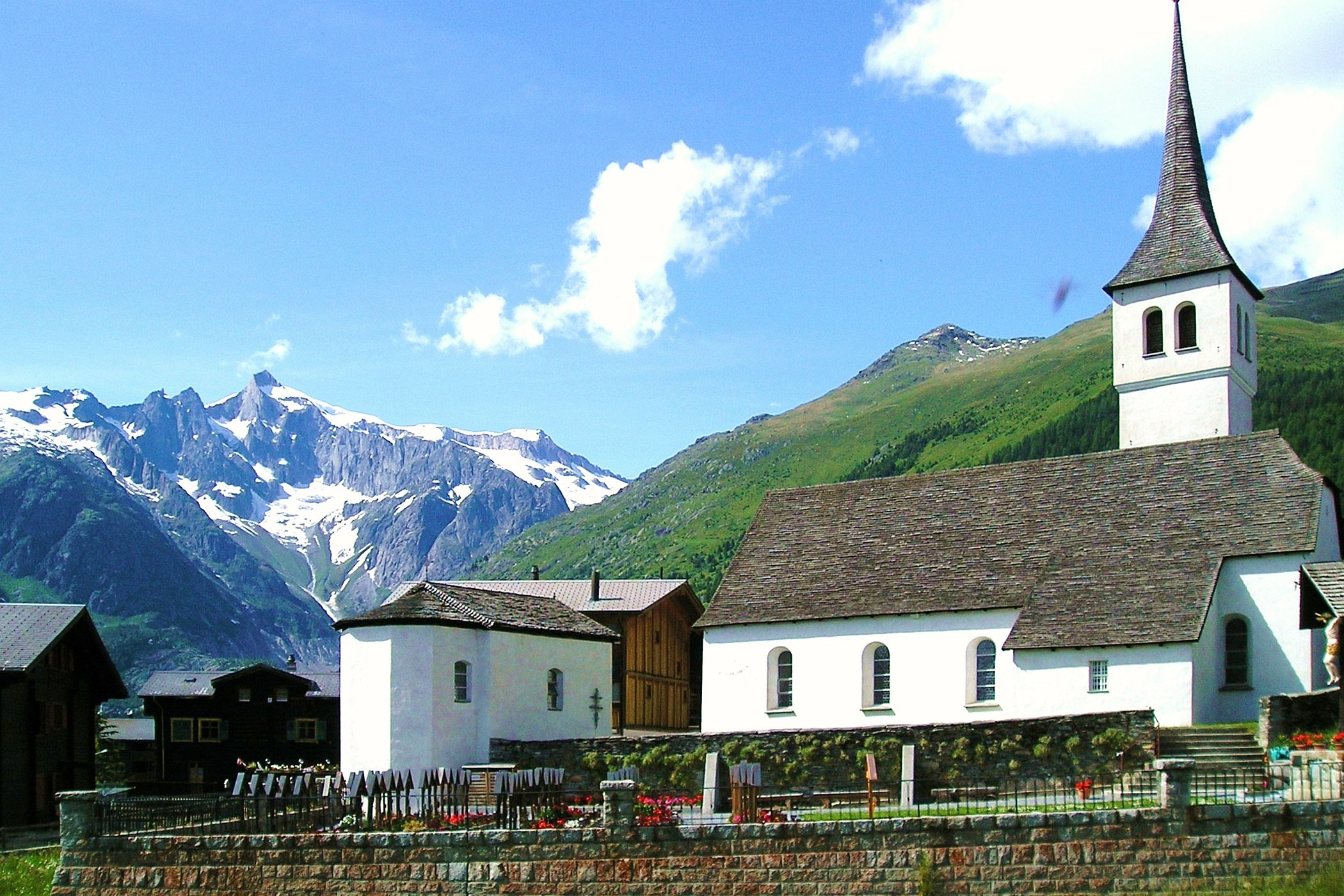
La chiesa delle Sette Gioie di Maria

- Chiesa parrocchiale cattolica delle Sette Gioie di Maria, eretta nel 1697[2].

## Società

### Evoluzione demografica
L'evoluzione demografica è riportata nella seguente tabella:
Abitanti censiti

## Economia

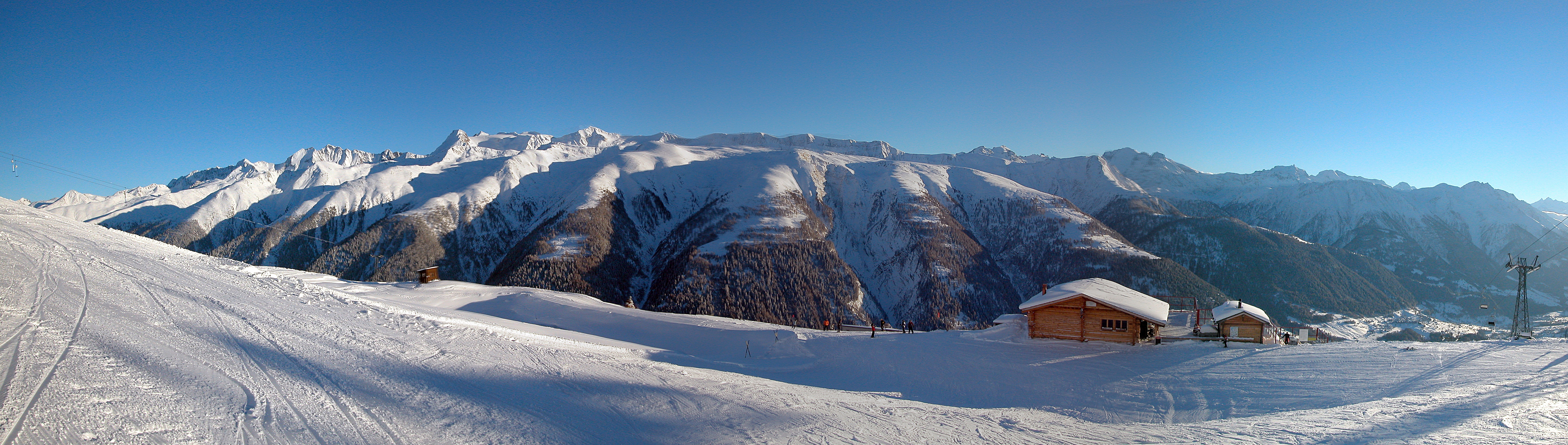
Piste sciistiche a Bellwald

Stazione sciistica sviluppatasi a partire dagli anni 1950, Bellwald è attrezzata con sei impianti di risalita.

## Infrastrutture e trasporti

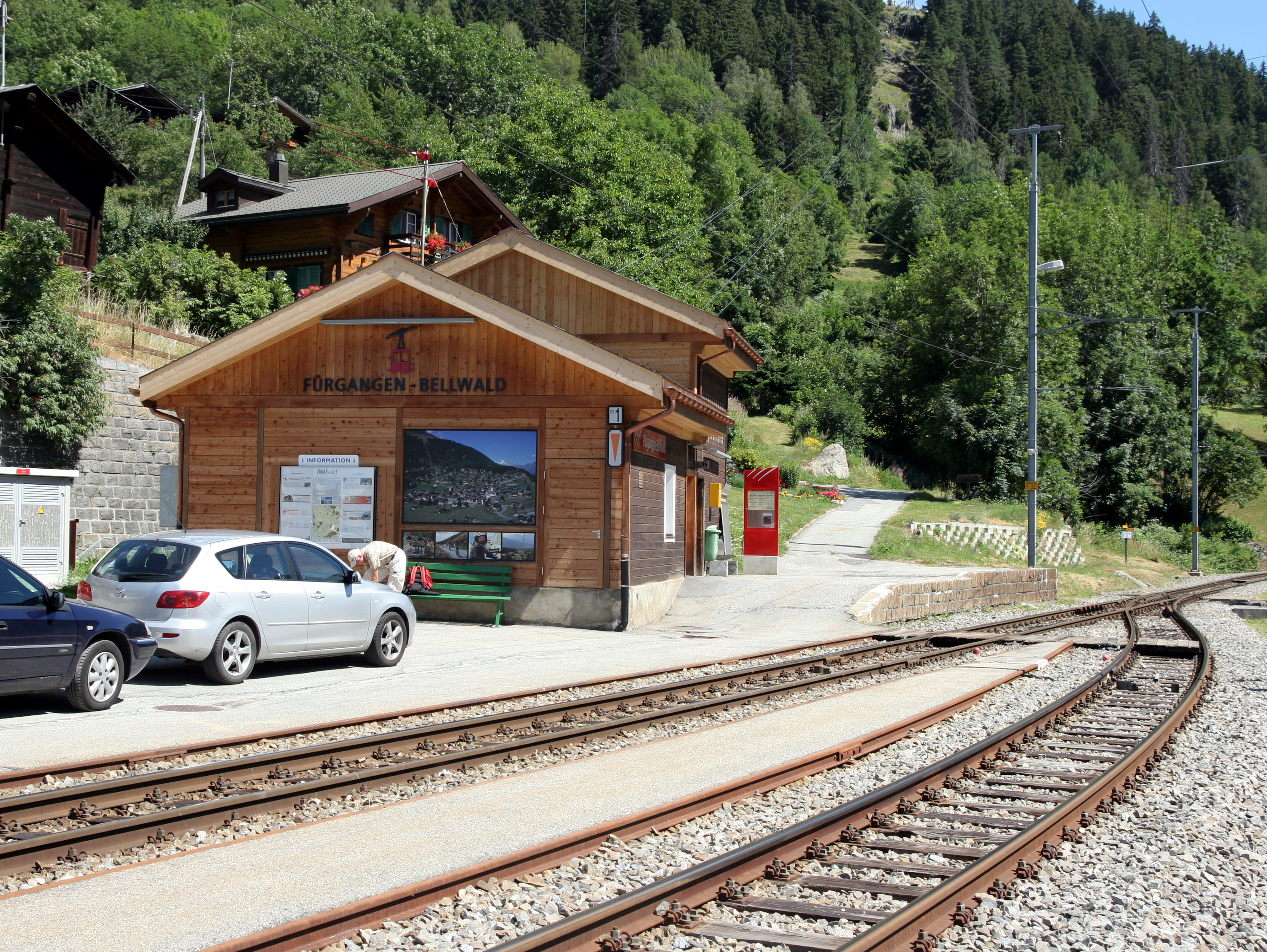
La stazione di Fürgangen

Bellwald è servito dalla stazione di Fürgangen, sulla ferrovia del Furka-Oberalp.

## Amministrazione
Ogni famiglia originaria del luogo fa parte del cosiddetto comune patriziale e ha la responsabilità della manutenzione di ogni bene ricadente all'interno dei confini del comune.